# 能面殺人事件
『能面殺人事件』（のうめんさつじんじけん）は、高木彬光の長編推理小説第2作。

## 解説
本作は1949年、『宝石』に掲載された。登場人物の柳光一を探偵役として捜査を叙述していく形式を採り、密室殺人を主軸にして、呪いを秘める鬼女の能面や殺人現場に残されたジャスミンの香り、葬儀屋に注文された三つの棺、横溝正史の『かいやぐら物語』（1936年）を思わせる「かいやぐら」の詩など、怪奇趣味に彩られた本格推理小説である。
高木は、デビュー作の『刺青殺人事件』（1948年）と本作のどちらを先に書くか迷った末、『刺青』、本作の順としたとのこと。
本作は、第3回探偵作家クラブ賞を受賞した。

## あらすじ
終戦直後の1946年（昭和21年）、三浦半島の名家・千鶴井家に居候する柳光一は、父親の旧友である石狩検事と再会した夜、屋敷の2階の窓から顔を突き出して笑う鬼女を目撃する。鬼女は、千鶴井家に秘蔵されている、能楽師・宝生源之丞の呪詛を宿したと言われる悪霊の般若の面だった。犯罪の前兆を感じた石狩検事は光一に頼んで屋敷の主人の千鶴井泰次郎に面会し、鬼女を目撃したことを話す。翌日、石狩検事は光一に、これから起こるであろう事件の解明に役立つよう、気が付いた事柄をすべて手記に残すよう依頼する。
鬼女の出現以来、得体の知れない恐怖におびえる泰次郎から信頼できる私立探偵の紹介を頼まれた光一は、高校時代の友人で実際の小さな事件の解決に鮮やかな手腕を見せたことのある高木彬光を紹介する。光一が泰次郎の依頼状を携えて、高木が宿泊するホテルを訪れたところ、泰次郎から電話がかかる。再び鬼女が現れたがその正体が分かった、急を要するのですぐ来て欲しいとのこと。
しかし、光一が高木を連れて千鶴井家に戻って玄関のベルを押したとき、2階で悲鳴が響き渡る。泰次郎の部屋にかけつけたところ、内側から鍵のかかった部屋の中で、外傷がなく心臓麻痺としか思えない状態で泰次郎が死んでいた。しかし、その死体には何者かにより香水が降りかけられていた。そして、扉の前には鬼女の面が落ちていた。さらに、何者かが葬儀屋に三つの棺を注文していた。
この事件を皮切りに、第2、第3の心臓麻痺としか思えない連続死が起き、千鶴井家は崩壊に突き進んでいく。

## 主な登場人物
柳光一（やなぎ こういち）
千鶴井家の居候。学生時代には千鶴井壮一郎博士の長女・緋紗子の家庭教師をしていた。大学理学部化学科卒業後ビルマに出征し、最近復員した。事件の手記の大半の執筆者。
石狩弘之（いしかり ひろゆき）
横浜地方検察庁の次席検事。光一の父・柳源一郎の友人。冒頭の手紙と最後の手記の執筆者。
高木彬光（たかぎ あきみつ）
光一の高校時代の友人。元軍需会社の技師。探偵小説家志望。天邪鬼。
千鶴井壮一郎（ちづい そういちろう）
世界的な放射能化学の権威。光一の高校時代の保証人。故人。
千鶴井香代子（ちづい かよこ）
壮一郎の妻。精神病院に入院中。
千鶴井緋紗子（ちづい ひさこ）
壮一郎の娘。狂人。
千鶴井賢吉（ちづい けんきち）
壮一郎の息子。14歳。強度の心臓弁膜症のため長い命ではない。
千鶴井泰次郎（ちづい たいじろう）
壮一郎の弟。物欲の塊。
千鶴井麟太郎（ちづい りんたろう）
泰次郎の長男。虚無主義者。頭脳は鋭い。
千鶴井洋二郎（ちづい ようじろう）
泰次郎の次男。父親を一回り小さくしたような物欲の塊。陰険。
千鶴井佐和子（ちづい さわこ）
泰次郎の娘。28歳。「一家の主婦」としての務めを果たしている。性格はおとなしい。
千鶴井園枝（ちづい そのえ）
壮一郎と泰次郎の母。中風で長く床に就いており、右半身が不自由。気性が激しい。
吉野（よしの）
捜査主任の警部補。

## 補足
本作中、読者に予告なく『アクロイド殺し』『グリーン家殺人事件』『僧正殺人事件』の犯人が明らかにされている。